# Liste alphabétique de dramaturges
Liste de dramaturges (auteurs de pièces de théâtre), par ordre alphabétique 
- Haut – A
- B
- C
- D
- E
- F
- G
- H
- I
- J
- K
- L
- M
- N
- O
- P
- Q
- R
- S
- T
- U
- V
- W
- X
- Y
- Z

- Jacques Aeschlimann
- Aristophane
- Fernando Arrabal
- Antonin Artaud
- Louis Artus
- Jacques Audiberti
- Émile Augier
- Marcel Aymé
- Michel Azama
- Sébastien Azzopardi

## B
- Alexandra Badéa
- Sophie Balazard
- Richemont-Banchereau
- Howard Barker
- J. M. Barrie
- Pierre-Augustin Caron de Beaumarchais
- Samuel Beckett
- Henry Becque
- Alain Béhar
- Sergi Belbel
- Jacinto Benavente
- André Benedetto
- Isaac de Benserade
- Thomas Bernhard
- Jean-Marie Besset
- José de Bérys
- Tristan Bernard
- Octave-Georges-Marie Bilodeau
- Claude Billard
- Philippe Blasband
- Edward Bond
- Wolfgang Borchert
- Raffaello Borghini (1537-1588), dramaturge, poète et critique d'art florentin de la Renaissance
- Christophe Botti
- Michel Marc Bouchard
- Victor-Eugène Bours
- Bertolt Brecht
- Georg Büchner
- Claude-Henri Buffard

## C
- Pedro Calderón de la Barca
- Albert Camus
- Maxime Carbonneau
- Miguel de Cervantes
- Aimé Césaire
- Normand Chaurette
- Aziz Chouaki
- Caryl Churchill
- Hélène Cixous
- Paul Claudel
- Jean Cocteau
- Léonore Confino
- Laurent Contamin
- Copi
- Pierre Corneille
- Thomas Corneille
- Martial Courcier
- Georges Courteline
- Fernand Crommelynck

## E
- Eschyle
- Euripide

## F
- Rainer Werner Fassbinder
- Charles-Simon Favart
- Georges Feydeau
- Dario Fo
- Guy Foissy
- Jon Fosse
- Philippe Fournier
- Anatole France
- Max Frisch
- Christopher Fry

## G
- Didier-Georges Gabily
- Fatima Gallaire
- Federico García Lorca
- Rodrigo García
- Robert Garnier
- Armand Gatti
- Laurent Gaudé
- Clara Gazul
- Jean Genet
- Élisabeth Gentet-Ravasco
- Paul Géraldy
- Michel de Ghelderode
- Jean Giraudoux
- Johann Wolfgang von Goethe
- Nicolas Gogol
- Carlo Goldoni
- Witold Gombrowicz
- Olympe de Gouges
- Carlo Gozzi
- David Greig
- Jean-Claude Grumberg
- Edmond Guiraud
- Sacha Guitry

## H
- Victor Haïm
- Adel Hakim
- Peter Handke
- Alexandre Hardy
- Gerhart Hauptmann
- Grégory Herpe
- Sébastien Heurtel
- Christophe Honoré
- Ödön von Horváth
- Isabelle Hubert
- Victor Hugo

## I
- Henrik Ibsen
- Eugène Ionesco
- Alice Emma Ives
- Radovan Ivsic

## J
- Alfred Jarry
- David Jaomanoro
- Elfriede Jelinek
- Ben Jonson
- Beniamino Joppolo
- Joël Jouanneau

## K
- Sarah Kane
- Kama Sywor Kamanda 1952-
- Kateb Yacine 1929-1989
- Daniel Keene
- Dennis Kelly
- Junji Kinoshita
- Heinrich von Kleist
- Souleymane Koly
- Bernard-Marie Koltès
- Serge Kribus
- Agota Kristof
- Thomas Kyd
- Koffi Kwahulé

## L
- Eugène Labiche
- Jean-Luc Lagarce
- Pierre Laville
- Jean Lambert-wild
- Jacob Lenz
- Alain-René Lesage
- Gotthold Ephraïm Lessing
- Daniel Lesueur (1854-1921)
- Hanoch Levin
- Marguerite Libéraki
- Dea Loher
- Lope de Vega
- Jean-Bernard Luc

## M
- Maurice Maeterlinck
- Georgius Macropedius 1487-1558
- Jean-Daniel Magnin
- Antonine Maillet
- David Mamet
- Andreas Mand
- Marivaux
- Christopher Marlowe
- Carlos Marquerie
- Juan Mayorga
- Guillaume Oyônô Mbia
- Fabrice Melquiot
- Ménandre
- Charles Méré
- Prosper Mérimée
- Arthur Miller
- Yukio Mishima
- Mohya 1950 - 2004
- Molière
- Christian Morel de Sarcus
- Tirso de Molina
- Henry de Montherlant
- Wajdi Mouawad
- Heiner Müller
- Alfred de Musset

## N
- Marie Ndiaye
- Gérard de Nerval
- Lars Norén
- Pierre Notte
- Valère Novarina
- Orlane Boulicaut
- René de Obaldia
- John Osborne
- André Obey
- Saül O'Hara
- Eugene O'Neill
- Mamadou Mahmoud N'Dongo

## P
- Marcel Pagnol
- Oskar Panizza
- Christophe Pellet
- Guillaume Perrot
- Louis-Benoît Picard
- Jean-Charles Pichon
- Jean-Marie Piemme
- Robert Pinget
- Harold Pinter
- Luigi Pirandello
- Plaute
- Joël Pommerat
- Guillaume Poix
- Alexandre Pouchkine
- Paul Pourveur
- Jacques Prévert
- Olivier Py

## R
- Jean Racine
- Pascal Rambert
- Alexandrine Rappel
- Paul Raynal
- Etienne Rebaudengo
- Jean-François Regnard
- Noëlle Renaude
- Yasmina Reza
- Jacques Rebotier
- Jean-Michel Ribes
- André Rivoire
- Jules Romains
- Olivia Rosenthal
- Edmond Rostand
- Stéphane E. Roy
- Alain-Julien Rudefoucauld
- Ruzzante

## S
- Tayeb Saddiki
- Armand Salacrou
- Victorien Sardou
- Jean Sarment
- Nathalie Sarraute
- Jean-Pierre Sarrazac
- Jean-Paul Sartre
- Friedrich von Schiller
- Éric-Emmanuel Schmitt
- Eugène Scribe
- Evgueni Schwarz
- Michel-Jean Sedaine
- Sénèque le Jeune
- Géraldine Serbourdin
- William Shakespeare
- George Bernard Shaw
- Christian Siméon
- Sada Sissoko
- Sophocle
- Bernard Souviraa
- Tom Stoppard
- Botho Strauss
- August Strindberg
- Michel de Swaen

## T
- Jean Tardieu
- Anton Tchekhov
- Térence
- Robert Thomas
- Charles Tordjman
- Julien Torma
- Jérôme Touzalin
- Falaba Issa Traoré
- Michel Tremblay
- Lothar Trolle

## V
- Karl Valentin
- Serge Valletti
- Jean-Pierre Vallotton
- Jean Vauthier
- Boris Vian
- Alfred de Vigny
- Michel Vinaver
- Ivan Vyrypaïev
- Roger Vitrac
- Voltaire

## W
- John Webster
- Frank Wedekind
- Romain Weingarten
- Jean-Paul Wenzel
- Oscar Wilde
- Tennessee Williams
- Stanisław Ignacy Witkiewicz
- Jeannine Worms

## Z
- Zeami
- Florian Zeller
- Naïma Zitan
- Émile Zola
- Stefan Zweig